# Liste der ADAC-Chevrolet-Cup-Rennstrecken
Die Liste der ADAC-Chevrolet-Cup-Rennstrecken listet alle ADAC-Chevrolet-Cup-Rennstrecken seit der Gründung 2010 auf. Die Rennen fanden in Deutschland und in den Niederlanden statt. Insgesamt wurden Rennen auf acht Strecken in zwei Ländern abgehalten. (Stand Mai 2013 der Saison 2013)

## Erklärung
- Rennstrecke: Nennt den Namen der Rennstrecke.
- Ort: Nennt den Ort der Rennstrecke.
- Streckenlänge: Nennt die Streckenlänge der Rennstrecke.
- Saison: Nennt die Saison, seit der ADAC Chevrolet Cup ausgetragen wird.
- Layout: Bild des Layouts.

## ADAC-Chevrolet-Cup-Rennstrecken
| Rennstrecke                      | Ort                  | Streckenlänge | Saison     | Layout                           |
| -------------------------------- | -------------------- | ------------- | ---------- | -------------------------------- |
| ATP-Prüfgelände                  | Papenburg            | 2,6 km        | 2010, 2011 | ATP-Prüfgelände Papenburg        |
| Driving Center Groß Dölln        | Groß Dölln           | 2,05 km       | 2010–2012  | Driving Center Groß Dölln        |
| EuroSpeedway Lausitz             | Klettwitz            | 3,442 km      | seit 2010  | EuroSpeedway Lausitz             |
| Hockenheimring                   | Hockenheim           | 4.567 km      | 2010, 2011 | Hockenheimring Baden-Württemberg |
| Motorsport Arena Oschersleben    | Oschersleben         | 3,696 km      | seit 2010  | Motorsport Arena Oschersleben    |
| Nürburgring (Grand-Prix-Strecke) | Nürburg              | 3,618 km      | 2010, 2011 | Nürburgring Grand-Prix-Strecke   |
| Sachsenring                      | Hohenstein-Ernstthal | 3,670 km      | 2010–2012  | Sachsenring                      |
| TT Circuit Assen                 | Assen                | 4.555 km      | 2010–2012  | TT Circuit Assen                 |